# La Baume-de-Transit
La Baume-de-Transit là một xã thuộc tỉnh Drôme trong vùng Rhône-Alpes đông nam nước Pháp. Xã La Baume-de-Transit nằm ở khu vực có độ cao từ 97-169 mét trên mực nước biển.